# Седакова Ольга Олександрівна
Ольга Олександрівна Седакова (* 26 грудня 1949, Москва, РРФСР) — російська поетеса, прозаїк, перекладач, філолог і етнограф. Кандидат філологічних наук (1983), почесний доктор богослов'я Європейського гуманітарного університету

## Життєпис
Народилася в сім'ї військового інженера. 
У 1973 закінчила слов'янське відділення філологічного факультету МДУ, в 1983 — аспірантуру Інституту слов'янознавства та балканістики АН СРСР.
З 1991 викладає на кафедрі теорії та історії світової культури філософського факультету МДУ, старший науковий співробітник Інституту історії та теорії світової культури МДУ.
З 1996 а є членом опікунської ради Свято-Філаретівського православно-християнського інституту.
Брала участь у міжнародних конференціях в Росії і за кордоном, виступала з лекціями в університетах Європи і США, брала участь у міжнародних поетичних фестивалях в Італії, Великій Британії , Білорусі, Нідерландах, ФРН.

## Громадянська позиція
У березні 2014 підписала звернення російських діячів культури проти окупації Криму.